# Зацарённый, Василий Максимович
Василий Максимович Зацаренный (30 января 1852, Костромская (Казанская) губерния — 27 октября 1919, Петроград) — русский военно-морской деятель, адмирал (1913), участник русско-японской войны.

## Биография
Родился в семье армейского капитана.
16 сентября 1866 года зачислен воспитанником в Морской кадетский корпус и в 1867 году зачислен на действительную службу. В 1867—1870 годах ежегодно участвовал в учебных плаваниях по Финскому заливу и Балтийскому морю на кораблях Отряда судов Морского корпуса. 11 апреля 1870 года окончил Морской корпус с присвоением звания гардемарина.
- 1870—1872 — Участвовал в плаваниях на фрегате «Пересвет», клипере «Абрек», шхуне «Тунгуз».
- 16 апреля 1872 — Мичман (старшинством 11 апреля 1872).
- 1873—1875 — Участвовал в плаваниях на фрегатах «Адмирал Грейг» и «Адмирал Чичагов», на батарее «Первенец», на корвете «Гридень». 1 января 1876 года Василий Зацаренный был произведён в чин лейтенанта и в том же году участвовал в плаваниях на мониторах «Тифон» и «Перун» и на пароходе «Волга».
- 10 января 1877 — За неисполнение приказания старшего офицера и нарушение военного чинопочитания приговорён Особой комиссией на пароходе «Ильмень» к заключению в крепости на 4 месяца.

После начала русско-турецкой войны, Зацаренный 19 сентября 1877 года был командирован для сопровождения команд, переведённых из Балтийского в Черноморский флот, а 19 ноября был переведён на Черноморский флот. С 21 октября 1877 года по 20 марта 1878 года находился на катере Главного командира Черноморского флота и портов в составе Нижнедунайского отряда капитана 1-го ранга Казнакова, а 1 апреля 1878 по 9 сентября 1879 года — на катере «Птичка» № 6, охранявшем черноморское побережье Кавказа. 14 мая 1878 года за усердную службу получил Всемилостивейшее повеление не считать понесённого наказания препятствием к награждениям и повышениям по службе за исключением награждения Знаком отличия беспорочной службы и орденом Святого Владимира IV степени.
- 8 сентября 1879 — Командирован в Кронштадт для прохождения курса в Минном офицерском классе.
- 1880 — Служил в Финском заливе на двухбашенной лодке «Чародейка» в составе Минного отряда.
- 19 сентября 1880 — Окончил Минный офицерский класс с производством в минные офицеры 2-го разряда.
- 1883 — Командир миноноски «Дельфин» в составе Шхерного отряда Практической эскадры Балтийского флота.
- 13 ноября 1884 — Минный офицер клипера «Вестник».
- 1 января 1887 — Капитан 2-го ранга.
- 3 мая 1887 — Командир миноносца «Выборг» в составе Отряда судов Морского корпуса.
- 19 августа 1888 — В составе комиссии по определению причин аварии яхты «Зина».
- 30 сентября 1888 — Председатель комиссии по приёму аппаратов, насосов и мин с заводов.
- 11 февраля 1889 — ВрИД помощника Главного инспектора минного дела и инспектора работ в портах.
- 26 августа 1889 — Старший офицер корвета «Аскольд».
- 17 июля 1890 — Старший офицер батареи «Не тронь меня».
- 17 августа 1890 — Член комиссии для производства практического экзамена по минному делу гардемаринам Морского корпуса.
- 19 января 1891 — Старший офицер клипера «Пластун».
- 20 марта 1892 — Член Комиссии для производства теоретических выпускных экзаменов кондукторам Технического училища Морского министерства
- 21 марта 1892 — Временный член военно-морского суда Кронштадтского порта
- 24 марта 1892 — Член Комиссии для производства экзамена обучавшимся чинам Минного офицерского класса и Класса минных механиков
- 11 июня 1892 — Командирован в Баку для усиления личного состава Каспийской флотилии по случаю холерной эпидемии.
- 20 июня 1892 — ВрИД командира канонерской лодки «Пищаль».
- 5 июля 1892 — Председатель Санитарной комиссии по Баилову мысу.
- 10 ноября 1892 — ВрИД командира канонерской лодки «Секира».
- 14 декабря 1892 — Откомандирован в Кронштадт.
- 1893 — Служил на клипере «Пластун».
- 2 апреля 1894 — Старший офицер мореходной канонерской лодки «Гремящий».
- 10 августа 1894 — Командир броненосца береговой обороны «Стрелец».
- 7 ноября 1894—1897 — Командир броненосца береговой обороны «Адмирал Лазарев».

С 16 мая по 24 августа 1895 года Зацаренный заведовал 6-м флотским экипажем. 21 марта следующего года он был зачислен минные офицеры 1-го разряда. В 1896—1897 годах Василий Максимович на судах практической эскадры и учебного артиллерийского отряда плавал в Финском заливе и Балтийском море. 6 декабря 1897 года Зацаренный был назначен командиром броненосца береговой обороны «Адмирал Грейг» и награждён орденом Св. Анны 2-й степени. В составе судов учебно-артиллерийского отряда плавал в Финском заливе. 27 августа 1898 года назначен заведующим школой машинистов и кочегаров. 6 декабря того же года произведён в чин капитана 1-го ранга. С 7 июля по 26 сентября 1899 года заведовал миноносками 6-го флотского экипажа и их командами. 5 октября того же года назначен командиром Каспийского флотского экипажа. 13 декабря 1899 года по ходатайству Главного командира Кронштадтского порта получил Всемилостивейшее изволение не считать понесённый в 1877 году штраф препятствием к получению ордена Св. Владимира 4-й степени с бантом за выслугу лет и морские кампании. С 10 января 1900 года по 25 ноября 1901 года с перерывами временно исполнял должность директора маяков и лоции Каспийского моря и главного командира Бакинского порта. 22 сентября 1900 года награждён орденом Св. Владимира 4-й степени с бантом за 25 лет службы в офицерских чинах. 6 декабря 1901 года назначен командиром эскадренного броненосца «Победа» и 19-го флотского экипажа. 20 марта 1902 года назначен председателем Комиссии для производства экзаменов обучавшимся в Водолазной школе офицерам и нижним чинам, а 2 апреля того же года — председателем Комиссии для производства экзамена нижним чинам на звание старших боцманов, кондукторов, шхиперов, старших баталеров, старших минно-артиллерийских и машинных содержателей. 12 августа 1902 года награждён прусским орденом Красного орла 2-й степени, а 6 декабря того же года награждён орденом Св. Владимира 3-й степени. С 31 октября 1902 года по 21 апреля 1903 года на броненосце «Победа» перешёл в Порт-Артур.
26 и 27 января 1904 года участвовал в боях с японским флотом, за что 22 марта того же года награждён мечами к ордену Св. Владимира 3-й степени. В июне Зацаренный временно сдал командование броненосцем из-за заболевания тропической лихорадкой. 28 июля он командовал броненосцем во время боя в Жёлтом море. После сдачи Порт-Артура находился в японском плену, из которого вернулся на родину 23 мая 1905 года.
10 ноября 1905 года назначен председателем Комиссии для рассмотрения претензий по подрядам и поставкам, произведённым для Порт-Артура. 12 декабря того же года «за отличие против неприятеля под Порт-Артуром» награждён золотой саблей с надписью «За храбрость». 2 января 1906 года Зацаренный назначен исправляющим должность командира Николаевского порта и градоначальника города Николаева. 27 июля 1906 года «за отличие в делах против неприятеля» произведён в чин контр-адмирала с утверждением в занимаемых должностях. 20 октября 1907 года назначен временный генерал-губернатором города Николаева. 16 ноября того же года, с целью объединения и ускорения всех распоряжений, касающихся содействия войск гражданским войскам, контр-адмирал был назначен начальником войск Херсонского гарнизона. 13 апреля 1908 года награждён орденом Св. Станислава 1-й степени, а 28 апреля того же года греческим орденом Спасителя командорского креста.
22 октября 1909 года Зацаренный был произведён в чин вице-адмирала с назначением членом Адмиралтейств-совета. 14 апреля 1913 года был произведён в чин адмирала. За отличное исполнение своих обязанностей адмирал 6 декабря того же года был награждён орденом Св. Владимира 2-й степени, а 30 июля 1915 года орденом Белого орла и в том же году знаком отличия «50 лет беспорочной службы» на Георгиевской ленте.
После шестилетней службы в должности члена Адмиралтейств-совета Василий Максимович был уволен в отставку.

Увольняются от службы: за истечением установленного законом шестилетнего срока пребывания в составе Адмиралтейств-Совета: члены Адмиралтейств-Совета, адмиралы: Рейценштейн и Зацаренный, оба с мундиром и пенсиею. ГОСУДАРЬ ИМПЕРАТОР объявляет Высочайшую благодарность бывшим членам Адмиралтейств-Совета, адмиралам Рейценштейну и Зацаренному, за отлично-ревностную служебную их деятельность— Царская Ставка, 21-го июля 1916 года
Отставной адмирал проживал в Петрограде, в доме № 57 по Офицерской улице. Точное время и место смерти Василия Максимовича неизвестно.

## Награды
- Орден Святого Станислава III степени (15.05.1883)
- Орден Святой Анны III степени (01.01.1888)
- Орден Святого Станислава II степени (01.01.1892)
- Орден Святой Анны II степени (06.12.1897)
- Орден Святого Владимира IV степени с бантом за 25 лет службы в офицерских чинах (22.09.1900)
- Орден Святого Владимира III степени (06.12.1902)
- Мечи к ордену Святого Владимира III степени (22.03.1904) за отражение минной атаки 26 января и бой 27 января 1904 года
- Орден Святого Станислава I степени (13.04.1908)
- Орден Святого Владимира II степени (06.12.1913)
- Орден Красного Орла II степени (12.08.1902)
- Командорский крест ордена Спасителя (28.04.1908)
- Золотое оружие «За храбрость» (12.12.1905) за отличие в делах против неприятеля под Порт-Артуром.

## Семья
- Жена (1905): Евфразия Кирилловна Подцуева, вдова полтавского купца 2 гильдии.